# Squalificati - Ranger Reject
Squalificati - Ranger Reject (戦隊大失格?, Sentai daishikkaku) è un manga shōnen scritto e disegnato da Negi Haruba, serializzato sulla rivista Weekly Shōnen Magazine di Kōdansha a partire dal 3 febbraio 2021. Un adattamento anime animato da Yostar Pictures è stato trasmesso dal 7 aprile al 30 giugno 2024. Una seconda stagione è stata trasmessa dal 13 aprile al 29 giugno 2025.

## Trama
Tredici anni fa, una fortezza volante apparve nei cieli, ed un esercito di creature mostruose, i Kaijin, con i suoi soldati, mirava a conquistare la Terra. Solo l'intervento di un gruppo di eroi, i Dragon Keepers Ranger, ha impedito a questi mostri di attuare i loro piani malvagi.
Ai giorni nostri, i Dragon Keepers e i Kaijin tuttora continuano la loro incessante lotta... se solo non fosse tutta una messinscena: i Kaijin infatti sono stati sconfitti da tempo, i loro leader morti, e i loro sottoposti per non essere sterminati sono costretti dai Keeper a ideare settimanalmente uno scontro che volge sempre a favore degli "eroi", in modo che il mondo continui a credere di aver bisogno di loro e della loro organizzazione.
Questo fino a quando un Kaijin, il Soldato D, non deciderà di infiltrarsi nel potente corpo dei Ranger, in modo da distruggerli dall'interno e continuare quello che è sempre stato il suo obiettivo: la conquista del mondo.

## Personaggi

### Personaggi principali
Soldato D (戦闘員D?, Sentōin D)
Doppiato da: Yūsuke Kobayashi
Il protagonista della serie. È un Duster, un soldato di fanteria dell'armata dei Kaijin, nonché l'unico che non ha mai abbandonato i propositi di conquista e desideroso di rivalsa verso i Keeper. Il suo aspetto, come quello degli altri Duster, ricorda molto quello dei classici minion cattivi nelle serie super sentai. A differenza dei suoi compagni ha un'ampia conoscenza del mondo umano, essendosi mescolato fra loro da diverso tempo, e quindi gli viene facile confondersi fra la folla. Sa essere arrogante, impulsivo, ma al tempo stesso pragmatico e cauto se la situazione lo richiede. Il suo scopo è distruggere i Dragon Keeper dall'interno, e per farlo ha accettato l'aiuto di Kanon Hisu per rubare le loro Armi Divine e ha assunto l'identità di Hibiki Sakurama per non destare sospetti. Come Duster, il suo potere gli permette di scomporsi in polvere nera e ricomporsi a suo piacimento. questa capacità gli consente di modellare gli arti in oggetti contundenti, staccare e riattaccare parti del suo corpo e renderlo virtualmente immortale, ma le Armi Divine dei Keeper sono le uniche in grado di lasciargli danni permanenti o di ucciderlo. Può anche modellare il suo aspetto e spacciarsi per umano, a condizione di conoscere bene l'aspetto della persona in questione, inoltre non può cambiare la sua altezza.
Yumeko Suzukiri (錫切 夢子?, Suzukiri Yumeko)
Doppiato da: Yumika Yano
Una Ranger Junior del Battaglione Giallo. Di solito è fredda e apatica, e non è raro che si faccia facilmente dei nemici a causa del suo comportamento. Sembra odiare profondamente i Dragon Keeper, sebbene non sia chiaro i perché, e perciò ha deciso di aiutare D nei suoi piani e rubare le Armi divine dei Keeper.  Una gag ricorrente a inizio serie la vedeva tagliare la testa a D ogni volta che si incontravano con la sua spada.
Hibiki Sakurama (桜間 日々輝?, Sakurama Hibiki)
Doppiato da: Daishi Kajita, Tenma Takeshita (da bambino)
È un cadetto dei Ranger, fratello minore di Sesera Sakurama. La sua famiglia faceva parte di un culto religioso che fu sterminato da uno dei leader dei Kaijin. Solo lui e sua sorella sono sopravvissuti. Al pari di D, è consapevole di quanto siano marci i Dragon Keeper ma, a differenza sua, Hibiki vuole ricostruire il sistema per riportarlo al senso di giustizia originale. A seguito di un attacco, per proteggere D, rimane orribilmente sfigurato e decide di indagare per conto suo, lasciando che D assuma la sua identità per infiltrarsi fra i Keeper.

### Dragon Keeper
L'organizzazione dei Dragon Keeper comprende i cinque ranger di "Prima Classe" e quelli sotto il loro comando. Ognuno di loro ha il proprio battaglione con responsabilità distinte all'interno dell'organizzazione e ogni membro ha un grado diverso determinato dal rispettivo rangers, i quali possiedono anche gli Strumenti Divini che hanno il potere di uccidere permanentemente i membri dell'Esercito Malvagio, sebbene ai membri di rango inferiore possano essere assegnate repliche o altre armi con potere simile.
 
Sosei Akabane (赤刎 創星?, Akabane Sōsei) Red Keeper (レッドキーパー?, Reddo Kīpā)
Doppiato da: Yuichi Nakamura
Il leader dei Dragon Keeper e comandante del Battaglione Rosso. Nonostante appaia amichevole e stimolante, possiede una natura estremamente violenta che non esita a usare su coloro che lo fanno arrabbiare, compresi i suoi stessi subordinati.
Shōgo Aoshima (靑嶋 庄吾?, Aoshima Shōgo) Blue Keeper (ブルー キーパー?, Burū Kīpā)
Doppiato da: Go Inoue
Il comandante del Battaglione Blu e l'unico membro con cicatrici visibili sul viso. Originariamente faceva parte di una banda per raccogliere fondi per un orfanotrofio, si è unito ai Rangers dopo che Akabane lo ha ricattato mentre era in prigione. Fu ucciso dall'attacco furtivo di Peltrola in una battaglia con D.
Sesera Sakurama (桜間 世々良?, Sakurama Sesera) Pink Keeper (ピンクキーパー?, Pinku Kīpā)
Doppiata da: M.A.O
Il comandante del Battaglione Rosa e la sorella maggiore di Hibiki, da cui è ossessionata. Quando non è trasformata, viene rivelato che è paralizzata dopo essere rimasta coinvolta nella battaglia di Peltrola e deve fare affidamento su una sedia a rotelle.
Chidori (千鳥?) Green Keeper (グリーンキーパー?, Gurīn Kīpā)
Doppiata da:Kohsuke Toriumi
Il comandante del Battaglione Verde. È l'unico membro della squadra ad avere l'intero volto coperto.
Shinya Kiritani (黄理谷 真夜?, Kiritani Shinya) Yellow Keeper (イエロー キーパー?, Ierō Kīpā)
Doppiato da:Kensho Ono
Il comandante del Battaglione Giallo. Viene spesso visto sorridere costantemente.

## Media

### Manga
L'opera, scritta e disegnata da Negi Haruba, è stata annunciata a dicembre 2020, un anno dopo la conclusione di The Quintessential Quintuplets, precedente opera dell'autore. Il manga inizia la serializzazione sul Weekly Shōnen Magazine di Kōdansha il 3 febbraio 2021. Il primo volume tankōbon è stato pubblicato il 16 aprile dello stesso anno.
In Italia la serie viene pubblicata da Edizioni BD sotto l'etichetta J-Pop dal 6 luglio 2022. La traduzione dei testi è curata da Prisco Oliva, mentre il lettering è realizzato da Vibraant It.

#### Volumi
| 1  | 16 aprile 2021 | ISBN 978-4-06-522984-2 | 6 luglio 2022     | ISBN 978-88-349-0953-9 |
| 1  | Capitoli - 1. Il millesimo round (ラウンド?, R1000) - 2. Trova Red Keeper! (レッドキーパー を 探せ?, Reddo Kīpā wo saga se) - 3. La via del bene e la via del male (正道 と 悪道?, Seidō to akudō) - 4. L'immortale mina vagante (不死 の 鉄砲玉?, Fushi no teppōdama) - 5. L'attacco del Kaijin! (怪人の一撃！?, Kaijin no ichigeki!) |                        |                   |                        |
| 2  | 17 giugno 2021 | ISBN 978-4-06-524852-2 | 14 settembre 2022 | ISBN 978-88-349-1144-0 |
| 2  | Capitoli - 6. Il maglio della giustizia (正義 の 鉄槌?, Seigi no tettsui) - 7. Pace e conquista (平和 と 制服?, Heiwa to seifuku) - 8. Strade che non si incrociano (交わらない道?, Heiwa to seifuku) - 9. Nascondino appiccicoso (ねっとりかくれんぼ?, Nettori kakurenbo) - 10. Il peso dei sentimenti (思いの重さ?, Omoi no omosa) - 11. Hibiki Sakurama, quattro anno (桜間 日々輝き 4歳?, Sakurama Hibiki 4-sai) - 12. Comincia il piano (作戦開始?, Sakusen kaishi) - 13. Nella tana dei pilastri (パイロン の 巣にて?, Pairon no sunite) - 14. La Duster e la Dragon Keeper (ダスター & ドラゴンキーパー?, Dasutā & Doragon Kīpā) |                        |                   |                        |
| 3  | 17 settembre 2021 | ISBN 978-4-06-524852-2 | 9 novembre 2022   | ISBN 978-88-349-1217-1 |
| 3  | Capitoli - 15. Un Duster di quel giorno (あの 日 の 戦闘員?, Ano hi no sentōin) - 16. I fratelli Pink (ピンク 姉弟?, Pinku kyōdai) - 17. L'accoppiata peggiore (最悪あく の コンビ?, Saiaku no kombi) - 18. L'esame dei pilastri - contro il "Kaijin" rosso (1) (パイロン の 試し験けん ＶＳ。赤あか の 怪人役?, Pairon no shinken VS. Aka no kaijinyaku) - 19. L'esame dei pilastri - contro il "Kaijin" rosso (2) (パイロン の 試験けん ＶＳ。赤 の 怪人役 ➁?, Pairon no shinken VS. Aka no kaijinyaku 2) - 20. L'esame dei pilastri - contro il "Kaijin" rosso (3) (パイロン の 試験けん ＶＳ。赤 の 怪人役 ➂?, Pairon no shinken VS. Aka no kaijinyaku 3) - 21. L'esame dei pilastri - contro il "Kaijin" rosso (4) (パイロン の 試験けん ＶＳ。赤 の 怪人役 ➃?, Pairon no shinken VS. Aka no kaijinyaku 4) - 22. L'esame dei pilastri (パイロン の 試験?, Pairon no shinken) - 23. Per un mondo di pace (争い の 無い 世界へ?, Araso no nai sekai-he) |                        |                   |                        |
| 4  | 17 febbraio 2022 | ISBN 978-4-06-525997-9 | 25 gennaio 2023   | ISBN 978-88-349-1844-9 |
| 4  | Capitoli - 24. L'esame dei pilastri - Contro il "Kaijin" blu (パイロン の 試験けん ＶＳ。青 の 怪人役?, Pairon no shinken VS. Ao no kaijinyaku) - 25. L'esame dei pilastri - Contro il "Kaijin" verde (パイロン の 試験けん ＶＳ。緑 の 怪人役?, Pairon no shinken VS. Midori no kaijinyaku) - 26. L'esame dei pilastri - Contro il "Kaijin" giallo (1) (パイロン の 試験けん ＶＳ。黄 の 怪人役?, Pairon no shinken VS. Ki no kaijinyaku) - 27. L'esame dei pilastri - Contro il "Kaijin" giallo (2) (パイロン の 試験けん ＶＳ。黄 の 怪人役 ➁?, Pairon no shinken VS. Ki no kaijinyaku 2) - 28. Yamato Kurusu, 12 anni (来栖 大和, １２歳?, Kurusu Yamato, 12-sai) - 29. L'esame dei pilastri - Contro il Team Cadetti (1) (パイロン の 試験 ＶＳ。候補生 チーム?, Pairon no shinken VS. Kōhosei Chīmu) - 30. L'esame dei pilastri - Contro il Team Cadetti (2) (パイロン の 試験 ＶＳ。候補生 チーム ➁?, Pairon no shinken VS. Kōhosei Chīmu 2) - 31. L'esame dei pilastri - Contro il Team Cadetti (3) (パイロン の 試験 ＶＳ。候補生 チーム ➂?, Pairon no shinken VS. Kōhosei Chīmu 3) - 32. L'esame dei pilastri - Contro il Team Cadetti (4) (パイロン の 試験 ＶＳ。候補生 チーム ➃?, Pairon no shinken VS. Kōhosei Chīmu 4) |                        |                   |                        |
| 5  | 15 aprile 2022 | ISBN 978-4-06-527529-0 | 15 marzo 2023     | ISBN 978-88-349-1956-9 |
| 5  | Capitoli - 33. L'esame dei pilastri - Contro il Team Cadetti (5) (パイロン の 試験 ＶＳ。候補生 チーム ➄?, Pairon no shinken VS. Kōhosei Chīmu 5) - 34. L'esame dei pilastri - Contro il Team Cadetti (6) (パイロン の 試験 ＶＳ。候補生 チーム ➅?, Pairon no shinken VS. Kōhosei Chīmu 6) - 35. L'esame dei pilastri - Contro il Team Cadetti (7) (パイロン の 試験 ＶＳ。候補生 チーム ➆?, Pairon no shinken VS. Kōhosei Chīmu 7) - 36. L'esame dei pilastri - Contro il Team Cadetti (8) (パイロン の 試験 ＶＳ。候補生 チーム ⑧?, Pairon no shinken VS. Kōhosei Chīmu 8) - 37. L'esame dei pilastri - Contro il Team Cadetti (9) (パイロン の 試験 ＶＳ。候補生 チーム ⑨?, Pairon no shinken VS. Kōhosei Chīmu 9) - 38. L'esame dei pilastri - Contro Blue Keeper (1) (パイロン の 試験 ＶＳ。ブルー キーパー?, Pairon no shinken VS. Burū Kīpā) - 39. L'esame dei pilastri - Contro Blue Keeper (2) (パイロン の 試験 ＶＳ。ブルー キーパー ➁?, Pairon no shinken VS. Burū Kīpā 2) - 40. L'esame dei pilastri - Blue Keeper contro il comandante Pertroller (ブルーキーパー ＶＳ。試験 ペルトロラ?, Burū Kīpā VS. Kanbu Perutorora) - 41. L'esame dei pilastri - Contro il comandante Pertroller (1) (パイロン の 試験 ＶＳ。幹部 ペルトロラ?, Pairon no shinken VS. Kanbu Perutorora) - 42. L'esame dei pilastri - Contro il comandante Pertroller (2) (パイロン の 試験 ＶＳ。幹部 ペルトロラ ➁?, Pairon no shinken VS. Kanbu Perutorora 2) |                        |                   |                        |
| 6  | 15 luglio 2022 | ISBN 978-4-06-528429-2 | 10 maggio 2023    | ISBN 978-88-349-2065-7 |
| 6  | Capitoli - 43. L'esame dei pilastri - Contro il comandante Pertroller (3) (パイロン の 試験 ＶＳ。幹部 ペルトロラ ➂?, Pairon no shinken VS. Kanbu Perutorora 3) - 44. L'esame dei pilastri - Contro il comandante Pertroller (4) (パイロン の 試験 ＶＳ。幹部 ペルトロラ ➃?, Pairon no shinken VS. Kanbu Perutorora 4) - 45. L'esame dei pilastri - Contro il comandante Pertroller (5) (パイロン の 試験 ＶＳ。幹部 ペルトロラ ➄?, Pairon no shinken VS. Kanbu Perutorora 5) - 46. L'esame dei pilastri - Contro il comandante Pertroller (6) (パイロン の 試験 ＶＳ。幹部 ペルトロラ ➅?, Pairon no shinken VS. Kanbu Perutorora 6) - 47. Shogo Aoshima, 18 anni (1) (青嶋庄吾 18歳?, Aoshima Shōgo 18-sai) - 48. Shogo Aoshima, 18 anni (2) (青嶋庄吾 18歳 ➁?, Aoshima Shōgo 18-sai 2) - 49. Soldato D, 0 anni (戦闘員D 0歳?, Sentō-in D 0-sai) - 50. L'esame dei pilastri - Contro Blue Keeper (3) (パイロンの試験 ＶＳ。ブルーキーパー ➂?, Pairon no shinken VS. Burū Kīpā 3) - 51. Edizione straordinaria (ニュース速報?, Nyūsu sokuhō) - 52. La sorella, il fratello e le misteriose sparizioni (姉と弟と神隠し?, Ane to otōto to kamigakushi) |                        |                   |                        |
| 7  | 17 ottobre 2022 | ISBN 978-4-06-529432-1 | 19 luglio 2023    | ISBN 978-88-349-2231-6 |
| 7  | Capitoli - 53. Brigata al limite (限界部隊?, Genkai butai) - 54. Blitz di cortesia (愛想の奇襲?, Aiso no kishū) - 55. Un sogno di vita scolastica (1) (夢の学園生活?, Yume no gakuen seikatsu) - 56. Un sogno di vita scolastica (2) (夢の学園生活②?, Yume no gakuen seikatsu 2) - 57. Un sogno di vita scolastica (3) (夢の学園生活③?, Yume no gakuen seikatsu 3) - 58. Un sogno di vita scolastica (4) (夢の学園生活④?, Yume no gakuen seikatsu 4) - 59. Un sogno di vita scolastica (5) (夢の学園生活⑤?, Yume no gakuen seikatsu 5) - 60. Un sogno di vita scolastica (6) (夢の学園生活⑥?, Yume no gakuen seikatsu 6) - 61. Un sogno di vita scolastica (7) (夢の学園生活⑦?, Yume no gakuen seikatsu 7) - 62. Un sogno di vita scolastica (8) (夢の学園生活⑧?, Yume no gakuen seikatsu 8) |                        |                   |                        |
| 8  | 16 dicembre 2022 | ISBN 978-4-06-529941-8 | 13 settembre 2023 | ISBN 978-88-349-2232-3 |
| 8  | Capitoli - 63. Kanon Hisui, 8 anni (翡ひ翠すい かのん 8歳?, Hisui Kanon 8-sai) - 64. Un sogno di vita scolastica (9) (夢ゆめ の 学がく園えん 生せい活かつ ⑨?, Yume no gakuen seikatsu 9) - 65. Un sogno di vita scolastica (10) (夢ゆめ の 学がく園えん 生せい活かつ ⑩?, Yume no gakuen seikatsu 10) - 66. Un sogno di vita scolastica (11) (夢ゆめ の 学がく園えん 生せい活かつ ⑪?, Yume no gakuen seikatsu 11) - 67. Un sogno di vita scolastica (12) (夢ゆめ の 学がく園えん 生せい活かつ ⑫?, Yume no gakuen seikatsu 12) - 68. Un sogno di vita scolastica (13) (夢ゆめ の 学がく園えん 生せい活かつ ⑬?, Yume no gakuen seikatsu 13) - 69. Un sogno di vita scolastica (14) (夢ゆめ の 学がく園えん 生せい活かつ ⑭?, Yume no gakuen seikatsu 14) - 70. Fine del sogno (夢の終わり?, Yume no owari) - 71. Un piccolo gran concilio (小さな大直会（だいなおらい）?, Chīsana dai naorai (dai naorai)) - 72. Verso il prossimo obiettivo (次の標的へ?, Tsugi no hyōteki e) |                        |                   |                        |
| 9  | 16 marzo 2023 | ISBN 978-4-06-530920-9 | 13 dicembre 2023  | ISBN 978-88-349-2383-2 |
| 9  | Capitoli - 73. Un Kaijin sconosciuto (未知の怪人?, Michi no kaijin) - 74. Il Kaijin più famoso al mondo (この世で一番有名な怪人?, Konoyo de ichiban yūmeina kaijin) - 75. Un appuntamento tra stalker (ストーキングデート?, Sutōkingudēto) - 76. In direzione contraria (逆向きになってる?, Gyaku muki ni natteru) - 77. Labirinto (迷路?, Mílù) - 78. Un assassino di bassa lega (その程度の暗殺?, Sono teido no ansatsu) - 79. Le ricerche del Soldato D (戦闘員Dの研究?, Sentō in D no kenkyū) - 80. Il giardino dei kaiju (1) (怪獣の園?, Kaijū no en) - 81. Il giardino dei kaiju (2) (怪獣の園 2?, Kaijū no en 2) - 82. Il giardino dei kaiju (3) (怪獣の園 3?, Kaijū no en 3) |                        |                   |                        |
| 10 | 15 giugno 2023 | ISBN 978-4-06-531890-4 | 27 marzo 2024     | ISBN 978-88-349-2437-2 |
| 10 | Capitoli - 83. La crisi esistenziale di un Kaijin (怪人ライフクライシス?, Kaijin Raifu Kuraishisu) - 84. La crudele realtà della Brigata Yellow (忌まわしきイエロー部隊の実験?, Imawashiki ierō butai no jikken) - 85. Benvenuti nella Società Protezione Kaijin (1) (ようこそ怪人保護協会へ?, Yōkoso kaijin hogo kyōkai e) - 86. Benvenuti nella Società Protezione Kaijin (2) (ようこそ怪人保護協会へ 2?, Yōkoso kaijin hogo kyōkai e 2) - 87. Benvenuti nella Società Protezione Kaijin (3) (ようこそ怪人保護協会へ 3?, Yōkoso kaijin hogo kyōkai e 3) - 88. Chi sono i supereroi? (どっちの正義ショー?, Dotchi no seigi shō) - 89. Vittoria a tavolino (不戦勝?, Fusenshō) - 90. Il carro del vincitore (勝ち馬?, Kachi-ba) - 91. Combatti come ti pare! (勝手に戦え！?, Katte ni tatakae!) - 92. Combatti per te stesso! (身勝手に戦え！?, Migatte ni tatakae!) |                        |                   |                        |
| 11 | 14 settembre 2023 | ISBN 978-4-06-532887-3 | 12 giugno 2024    | ISBN 978-88-349-2547-8 |
| 11 | Capitoli - 93. La guerra Ranger-S.P.K.-Kaijin (1) (戦保怪戦(せんぽかいせん)?, Sen ho kai-sen (Sen po kaisen)) - 94. Kaede Ukyo, 18 anni e Juji Sazan, 16 anni (右京楓18歳 左山十字16歳?, Ukyō kaede 18-sai sayama jūji 16-sai) - 95. La guerra Ranger-S.P.K.-Kaijin (2) (戦保怪戦(せんぽかいせん) 2?, Sen ho kai-sen (Sen po kaisen) 2) - 96. La guerra Ranger-S.P.K.-Kaijin (3) (戦保怪戦(せんぽかいせん) 3?, Sen ho kai-sen (Sen po kaisen) 3) - 97. La guerra Ranger-S.P.K.-Kaijin (4) (戦保怪戦(せんぽかいせん) 4?, Sen ho kai-sen (Sen po kaisen) 4) - 98. Keisuke Soma, 17 anni (蒼馬圭介 17歳?, Aoi ma Keisuke 17-sai) - 99. La guerra Ranger-S.P.K.-Kaijin (5) (戦保怪戦(せんぽかいせん) 5?, Sen ho kai-sen (Sen po kaisen) 5) - 100. La guerra Ranger-S.P.K.-Kaijin (6) (戦保怪戦(せんぽかいせん) 6?, Sen ho kai-sen (Sen po kaisen) 6) - 101. La guerra Ranger-S.P.K.-Kaijin (7) (戦保怪戦(せんぽかいせん) 7?, Sen ho kai-sen (Sen po kaisen) 7) - 102. La guerra Ranger-S.P.K.-Kaijin (8) (戦保怪戦(せんぽかいせん) 8?, Sen ho kai-sen (Sen po kaisen) 8) |                        |                   |                        |
| 12 | 16 novembre 2023 | ISBN 978-4-06-533515-4 | 4 settembre 2024  | ISBN 978-88-349-2950-6 |
| 12 | Capitoli - 103. Akane Yamabuki, 10-17-23 anni (山吹茜 10・17・23歳?, Yamabuki Akane 10・17・23-sai) - 104. La guerra Ranger-S.P.K.-Kaijin (9) (戦保怪戦(せんぽかいせん) 9?, Sen ho kai-sen (Sen po kaisen) 9) - 105. La guerra Ranger-S.P.K.-Kaijin (10) (戦保怪戦(せんぽかいせん) 10?, Sen ho kai-sen (Sen po kaisen) 10) - 106. La guerra Ranger-S.P.K.-Kaijin (11) (戦保怪戦(せんぽかいせん) 11?, Sen ho kai-sen (Sen po kaisen) 11) - 107. La guerra Ranger-S.P.K.-Kaijin (12) (戦保怪戦(せんぽかいせん) 12?, Sen ho kai-sen (Sen po kaisen) 12) - 108. La guerra Ranger-S.P.K.-Kaijin (13) (戦保怪戦(せんぽかいせん) 13?, Sen ho kai-sen (Sen po kaisen) 13) - 109. La guerra Ranger-S.P.K.-Kaijin (14) (戦保怪戦(せんぽかいせん) 14?, Sen ho kai-sen (Sen po kaisen) 14) - 110. La guerra Ranger-S.P.K.-Kaijin (15) (戦保怪戦(せんぽかいせん) 15?, Sen ho kai-sen (Sen po kaisen) 15) - 111. La guerra Ranger-S.P.K.-Kaijin (16) (戦保怪戦(せんぽかいせん) 16?, Sen ho kai-sen (Sen po kaisen) 16) - 112. Sesera Sakurama, 13 anni (桜間世々良13歳?, Sakurama Sesera 13-sai) |                        |                   |                        |
| 13 | 16 febbraio 2024 | ISBN 978-4-06-534553-5 | 18 dicembre 2024  | ISBN 978-88-349-3104-2 |
| 13 | Capitoli - 113. La guerra Ranger-S.P.K.-Kaijin (17) (戦保怪戦(せんぽかいせん) 17?, Sen ho kai-sen (Sen po kaisen) 17) - 114. La guerra Ranger-S.P.K.-Kaijin (18) (戦保怪戦(せんぽかいせん) 18?, Sen ho kai-sen (Sen po kaisen) 18) - 115. Angel Usukubo, 4 anni (薄久保天使（えんじぇる）4歳?, Usukubo tenshi (Enjeru) 4-sai) - 116. La guerra Ranger-S.P.K.-Kaijin (19) (戦保怪戦(せんぽかいせん) 19?, Sen ho kai-sen (Sen po kaisen) 19) - 117. The Changed Real, 20 anni (千萬の満月(ザ・チェンジドリアル) 20歳?, Chiman no mangetsu (za chenjidoriaru) 20-sai) - 118. La guerra Ranger-S.P.K.-Kaijin (20) (戦保怪戦(せんぽかいせん) 20?, Sen ho kai-sen (Sen po kaisen) 20) - 119. La guerra Ranger-S.P.K.-Kaijin (21) (戦保怪戦(せんぽかいせん) 21?, Sen ho kai-sen (Sen po kaisen) 21) - 120. La guerra Ranger-S.P.K.-Kaijin (22) (戦保怪戦(せんぽかいせん) 22?, Sen ho kai-sen (Sen po kaisen) 22) - 121. Yakushi Usukubo, 18 anni (1) (薄久保薬師 18歳?, Usukubo Yakushi 18-sai) - 122. Yakushi Usukubo, 18 anni (2) (薄久保薬師 18歳 2?, Usukubo Yakushi 18-sai 2) |                        |                   |                        |
| 14 | 16 maggio 2024 | ISBN 978-4-06-535511-4 | 5 marzo 2025      | ISBN 978-88-349-3302-2 |
| 14 | Capitoli - 123. La guerra Ranger-S.P.K.-Kaijin (23) (戦保怪戦(せんぽかいせん) 23?, Sen ho kai-sen (Sen po kaisen) 23) - 124. La guerra Ranger-S.P.K.-Kaijin (24) (戦保怪戦(せんぽかいせん) 24?, Sen ho kai-sen (Sen po kaisen) 24) - 125. La guerra Ranger-S.P.K.-Kaijin (25) (戦保怪戦(せんぽかいせん) 25?, Sen ho kai-sen (Sen po kaisen) 25) - 126. Intervallo (インターバル?, Intābaru) - 127. Rosso candido (真っ白な赤?, Masshirona aka) - 128. Festicciola in casa (ホームパーティ?, Hōmupāti) - 129. Perquisizione (御用改めである?, Goyō aratamedearu) - 130. Vendetta dopo il ricordo (復讐は想起のあとで?, Fukushū wa sōki no ato de) - 131. Un personaggio (キャラクター?, Kyarakutā) - 132. Metterci una pezza (テコ入れ?, Tekoire) |                        |                   |                        |
| 15 | 17 luglio 2024 | ISBN 978-4-06-536156-6 | 9 luglio 2025     | ISBN 978-88-349-3537-8 |
| 15 | Capitoli - 133. Rivincita (1) (リベンジマッチ?, Ribenji Matchi) - 134. Rivincita (2) (リベンジマッチ②?, Ribenjimatchi 2) - 135. Salto di carriera (キャリアアップ?, Kyaria appu) - 136. Chopman e la Brigata Pink (1) (チョップマンとピンク部隊?, Choppuman to Pinku butai) - 137. Chopman e la Brigata Pink (2) (チョップマンとピンク部隊 2?, Choppuman to Pinku butai 2) - 138. Chopman e la Brigata Pink (3) (チョップマンとピンク部隊 3?, Choppuman to Pinku butai 3) - 139. Chopman e la Brigata Pink (4) (チョップマンとピンク部隊 4?, Choppuman to Pinku butai 4) - 140. Chopman e la Brigata Pink (5) (チョップマンとピンク部隊 5?, Choppuman to Pinku butai 5) - 141. Tomoshige Shigeoka e Noa Hagino (重岡智茂と萩野乃愛?, Shigeoka Tomoshige to Hagino Noa) - 142. Chi non muore si rivede (再会?, Saikai) |                        |                   |                        |
| 16 | 17 ottobre 2024 | ISBN 978-4-06-537051-3 | settembre 2025    | ISBN 978-88-349-3666-5 |
| 16 | Capitoli - 143. (我等戦隊永久不滅?, Kure noboru seki hitsuji kozō bun) - 144. (家でゴロゴロ?, Ie de gorogoro) - 145. (戦闘員逃走中?, Sentōin tōsōchū) - 146. (戦闘員逃走中 2?, Sentōin tōsōchū 2) - 147. (戦闘員逃走中 3?, Sentōin tōsōchū 3) - 148. (戦闘員逃走中 4?, Sentōin tōsōchū 4) - 149. (戦闘員逃走中 5?, Sentōin tōsōchū 5) - 150. (戦闘員逃走中 6?, Sentōin tōsōchū 6) - 151. (戦闘員逃走中 7?, Sentōin tōsōchū 7) - 152. (戦闘員逃走中 8?, Sentōin tōsōchū 8) |                        |                   |                        |
| 17 | 17 gennaio 2025 | ISBN 978-4-06-538056-7 | —                 | —                      |
| 17 | Capitoli - 153. (戦闘員逃走中 9?, Sentōin tōsōchū 9) - 154. (戦闘員逃走中 10?, Sentōin tōsōchū 10) - 155. (お客様?, Okyakusama) - 156. (イエロー位階持ち（ランカー）?, Ierō Ikai-mochi (Rankā)) - 157. (消せない過去?, Kesenai lako) - 158. (炎と氷?, Ho no o to kōri) - 159. (終わらせる者達?, Owara seru-sha-tachi) - 160. (三度寝?, San-do ne) - 161. ( この黄なんの黄?, Konoki nan no ki) - 162. (裏ルート?, Ura Rūto) |                        |                   |                        |
| 18 | 16 aprile 2025 | ISBN 978-4-06-539044-3 | —                 | —                      |
| 18 | Capitoli - 163. (黄理谷真夜 28歳?, Kiritani Shinya 28-sai) - 164. (黄理谷真夜 28歳 2?, Kiritani Shinya 28-sai 2) - 165. (黄理谷真夜 28歳 3?, Kiritani Shinya 28-sai 3) - 166. (黄理谷真夜 28歳 4?, Kiritani Shinya 28-sai 4) - 167. (黄理谷真夜 28歳 5?, Kiritani Shinya 28-sai 5) - 168. (黄理谷真夜 10歳?, Kiritani Shinya 10-sai) - 169. (黄理谷真夜 10歳 2?, Kiritani Shinya 10-sai 2) - 170. (黄理谷真夜 10歳 3?, Kiritani Shinya 10-sai 3) - 171. (崩壊?, Hōkai) - 172. (超スーパー日曜決戦開幕?, Chō Sūpā nichiyō kessen kaimaku) |                        |                   |                        |
| 19 | 12 agosto 2025 | ISBN 978-4-06-540002-9 | —                 | —                      |
| 19 | Capitoli - 173. (回生?, Kaisei) - 174. (瑠憂那 騎偉寿 ３歳?, Ryūna Kiiju 3-sai) - 175. (親愛?, Shin'ai) - 176. (翡翠かのん 11歳?, Hisui kanon 11-sai) - 177. (翡翠かのん 11歳 2?, Hisui kanon 11-sai 2) - 178. (最強?, Saikyō) - 179. (基軸?, Kijiku) - 180. (同類?, Dōrui) - 181. (道化?, Dōke) - 182. (再構築?, Sai kōchiku) |                        |                   |                        |

#### Capitoli non ancora in formatotankōbon
Questa lista è suscettibile di variazioni e potrebbe essere incompleta o non aggiornata.

- 183.  (悪役?, Akuyaku)
- 184.  (標的?, Hyōteki)
- 185.  (共鏡?, Kyō kagami)
- 186.  (念願?, Nengan)
- 187.  (本物?, Honmono)

### Anime

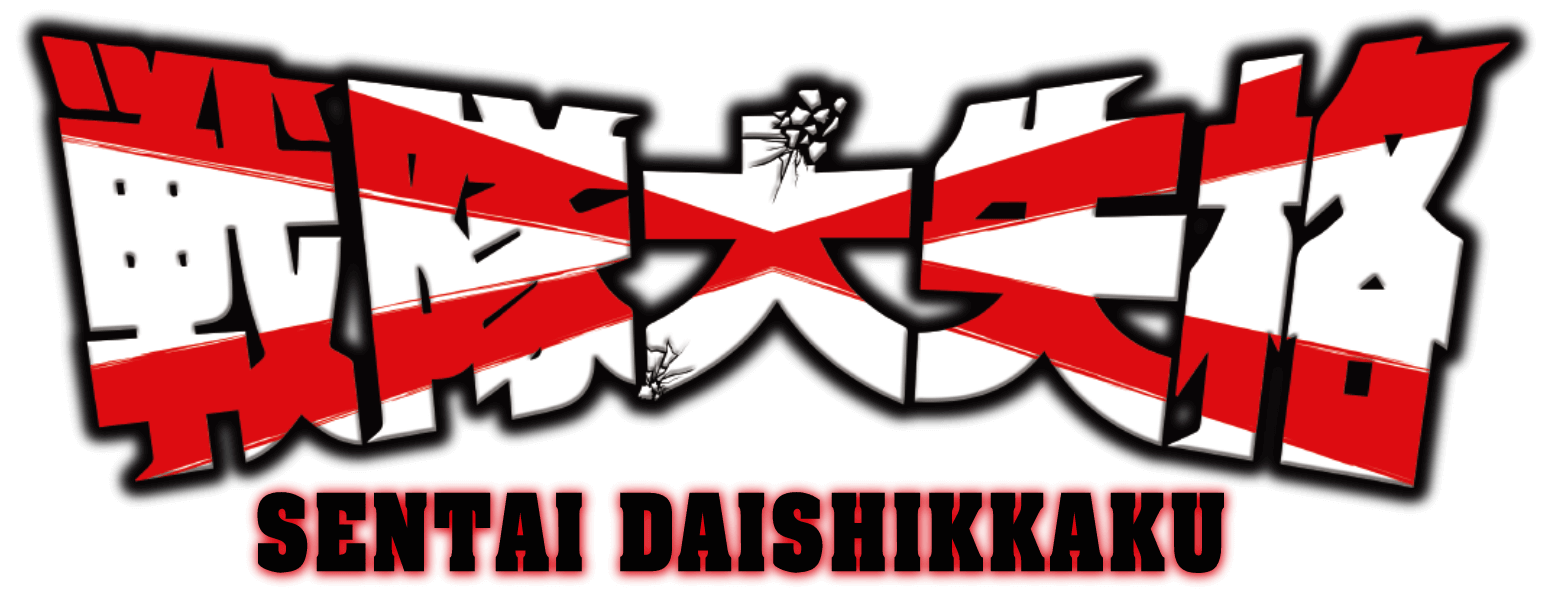
Logo della serie

Un adattamento anime diretto da Keiichi Satō è stato annunciato il 6 dicembre 2022. Viene prodotto da Yostar Pictures, sceneggiato da Keiichirō Ōchi, presenta il character design di Kahoko Koseki e la supervisione dell'animazione di Kenji Hayama. La serie è stata trasmessa in Giappone dal 7 aprile al 30 giugno 2024 su TBS e relative reti affiliate. La sigla d'apertura è Jikai yokoku (次回予告?) di Tatsuya Kitani mentre quella di chiusura è Seikai wa iranai (正解はいらない?) di Nanawo Akari. La serie è stata distribuita in streaming in tutto il mondo su Disney+ e su Hulu negli Stati Uniti.
Dopo l'episodio finale della prima stagione, è stata annunciata la seconda stagione, che è stata trasmessa dal 13 aprile al 29 giugno 2025, nel blocco di programmazione Agaru Anime su tutti gli affilati della JNN, comprese CBC e TBS. La sigla di apertura è Maji de sekai kaechau 5-byō mae (マジで世界変えちゃう5秒前? lett. "Ci sono davvero 5 secondi prima che il mondo cambi") degli Orange Range, mentre la sigla di chiusura è Seigi (正偽? lett. "Vero falso") di Fukurow note.

#### Episodi

##### Prima stagione
| Nº serie | Nº | Titolo italiano Giapponese 「Kanji」 - Rōmaji                                                                                           | In onda        | In onda |
| Nº serie | Nº | Titolo italiano Giapponese 「Kanji」 - Rōmaji                                                                                           | Giapponese     |         |
| 1        | 1  | Siamo la giustizia! I Dragon Keeper! 「俺たち正義さ！ 竜神戦隊ドラゴンキーパー！」 - Oretachi masayoshi sa! Ryūjin sentai Doragon Kīpā! | 7 aprile 2024  |         |
| 2        | 2  | Forza! Fighter D! 「進め！ 戦闘員Ｄ！」 - Susume! Sentōin D!                                                                            | 14 aprile 2024 |         |
| 3        | 3  | La nostra malvagità prima o poi sboccerà. 「いつか、悪の花は咲くだろう」 - Itsuka, aku no hana wa saku darou                            | 21 aprile 2024 |         |
| 4        | 4  | Il soldato innamorato, Hibiki! 「愛のソルジャー日々輝!」 - Ai no Sorujā Hibiki!                                                         | 28 aprile 2024 |         |
| 5        | 5  | Soldato D si infiltra tra i ranger 「いま、大戦際のなかで」 - Ima, taisen sai no naka de                                                | 12 maggio 2024 |         |
| 6        | 6  | 1 più 2 uguale... Minaccia! 「1たす2たす散々だ!」 - Ichi tasu ni tasu sanzanda!                                                         | 19 maggio 2024 |         |
| 7        | 7  | La tortuosa strada verso l'esame finale! 「ジグザグ最終試験ロード!」 - Jiguzagu saishū shiken Rōdo!                                     | 26 maggio 2024 |         |
| 8        | 8  | Cadetti, non vi sento! 「訓練生、吼えろ！」 - Kunren-sei, hoero!                                                                        | 2 giugno 2024  |         |
| 9        | 9  | Battaglia! Febbre! Soldato D! 「バトル! フィーバー! D!」 - Batoru! Fībā! D!                                                             | 9 giugno 2024  |         |
| 10       | 10 | È il momento dello spettacolo per il Blue Keeper! 「全力全開! ブルーキーパー!」 - Zenryoku zenkai! Burū Kīpā!                           | 16 giugno 2024 |         |
| 11       | 11 | Sulla strada per la mia giustizia! 「挑戦者 ON THE ROAD!」 - Chōsensha ON THE ROAD!                                                     | 23 giugno 2024 |         |
| 12       | 12 | Non fermarti mai, Soldato D! 「NEVER STOP D!」                                                                                          | 30 giugno 2024 |         |

##### Seconda stagione
| Nº serie | Nº | Titolo italiano Giapponese 「Kanji」 - Rōmaji                                                                                | In onda        | In onda |
| Nº serie | Nº | Titolo italiano Giapponese 「Kanji」 - Rōmaji                                                                                | Giapponese     |         |
| 13       | 1  | Guardate! I Dragon Keeper! 「見よ！ ドラゴンキーパー！」 - Miyo! Doragon Kīpā!                                               | 13 aprile 2025 |         |
| 14       | 2  | Per questa scuola, in questo momento 「この学園をこの時を」 - Kono gakuen o kono toki o                                      | 20 aprile 2025 |         |
| 15       | 3  | Memorie perdute 「ちぎれた記憶」 - Chigireta kioku                                                                           | 27 aprile 2025 |         |
| 16       | 4  | Realizziamo i nostri sogni, Ranger Force 「夢をかなえて大戦隊」 - Yume o kanaete dai sentai                                  | 4 maggio 2025  |         |
| 17       | 5  | L'arrivo di Green ~ La Maji Tsuyo Force ~ 「グリーン降臨 ~マジ強フォース~」 - Gurīn Kōrin ~ Maji Tsuyo Fōsu ~                | 11 maggio 2025 |         |
| 18       | 6  | Persi nella confusione... Letteralmente 「五里霧中 真剣か......」 - Gorimuchū shinken ka......                               | 18 maggio 2025 |         |
| 19       | 7  | Noi siamo la Monster Protection Society 「We are the KHK ~我ら怪人保護協会~」 - We are the KHK ~ Warera kaijin hogo kyōkai ~ | 25 maggio 2025 |         |
| 20       | 8  | Unitevi ai mostri! 「みんな集まれ! 怪人じゃ」 - Min'na atsumare! Kaijin ja                                                   | 1º giugno 2025 |         |
| 21       | 9  | Ecco Fighter D! 「戦闘員D参上!」 - Sentōin D sanjō!                                                                          | 8 giugno 2025  |         |
| 22       | 10 | Un legame speciale ~ Hibiki e Sesera ~ 「キズナ ~日々輝と世々良~」 - Kizuna ~ Hibiki to Sesera ~                             | 15 giugno 2025 |         |
| 23       | 11 | Dragon Keeper contro Deathmecia 「ドラゴンキーパーVSデスメシア」 - Doragon Kīpā VS Desumeshia                                | 22 giugno 2025 |         |
| 24       | 12 | Il solo e unico Fighter D 「Dこそオンリーワン」 - D koso Onrīwan                                                             | 29 giugno 2025 |         |

## Accoglienza
Nel giugno 2021 il manga è stato nominato per il settimo Next Manga Award nella categoria miglior manga stampato.